# Chwalibogowo (Gran Polonia)
Chwalibogowo [pronunciación en polaco: /xfalibɔˈɡɔvɔ/] (alemán: Dietrichsfelde) es un pueblo en el distrito administrativo de Gmina Września, dentro del Distrito de Września, Voivodato de Gran Polonia, en el centro-oeste de Polonia. Se encuentra aproximadamente 17 kilómetros al sue Września y 62 kilómetros al este de la capital regional, Poznań.
La mención conocida más antigua del pueblo proviene de 1335. Chwalibogowo era un pueblo privado, propiedad de varios nobles polacos. En el siglo XIX la mayor parte de la población era católica, con pequeñas minorías protestantes y judías. El último dueño del palacio local antes de la Segunda Guerra Mundial era el coronel polaco Aleksander Zygmunt Myszkowski [pl]. Durante la ocupación alemana, muchos habitantes fueron asesinados en batallas, y en 1942 un residente polaco fue ejecutado y ocho fueron deportados a campos de trabajo forzado por ayudar a soldados rusos, quienes eran prisioneros de guerra según fuentes alemanas.
El Palacio de Chwalibogowo [en] es el hito principal  del pueblo. Hay también una estación de tren, una escuela pública y un centro cultural en el pueblo.